# Asperula tinctoria
La aspérula de los tintes (Asperula tinctoria L.) es una planta perenne de la familia de las rubiáceas.

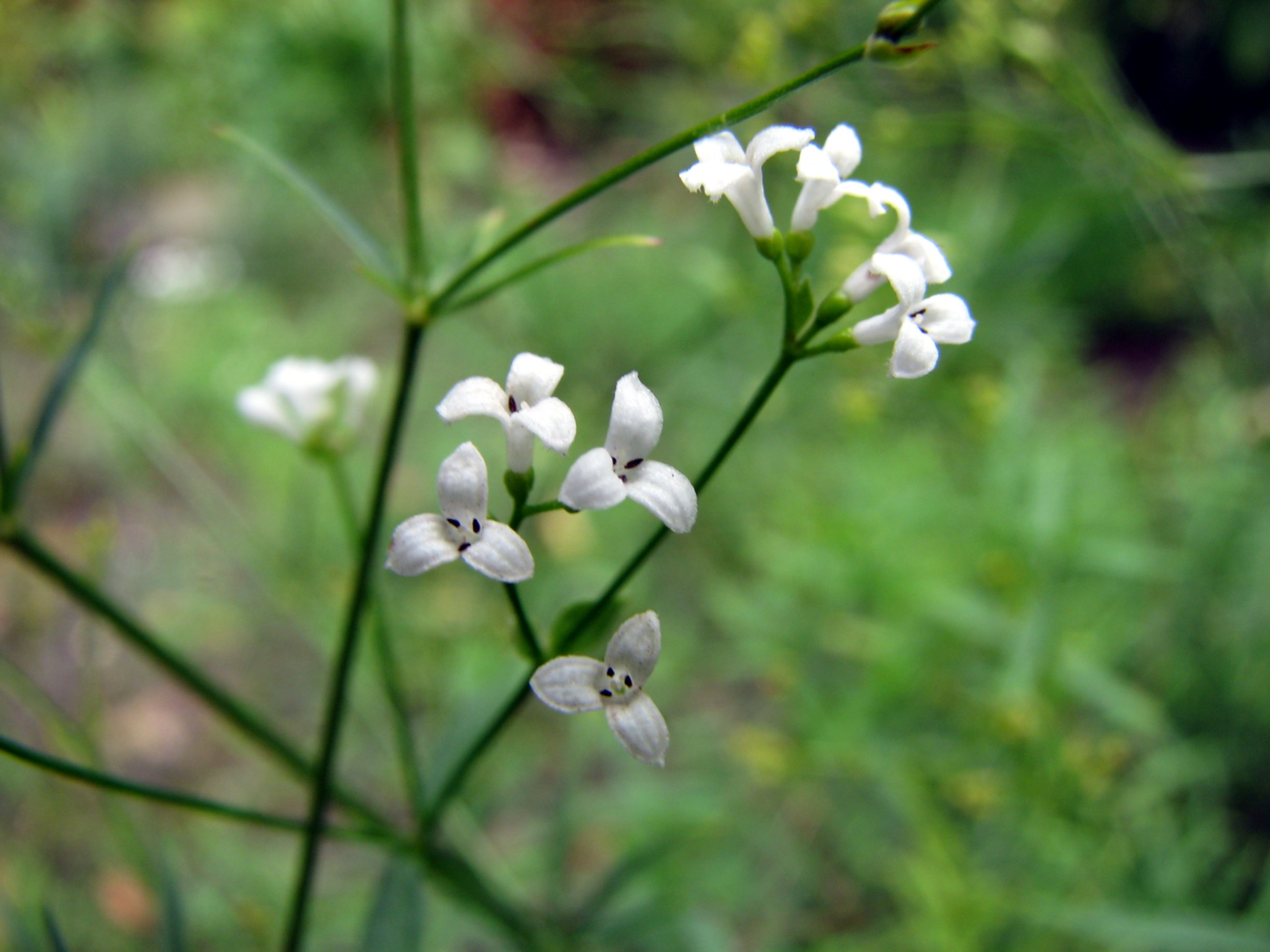
Detalle de las flores

## Descripción
Se distingue por sus hojas en verticilos de 4-6, y sus flores blancas, rosa por fuera, con3 lóbulos. Perenne, de estolones anaranjados, y tallos erectos y robustos, cuadrangulares de 25-80 cm. Hojas lanceoladas a lineales, trinerves. Flores estrechamente embudadas, de 2-4 mm de largo, en una inflorescencia ampliamente ovoide; brácteas ovales. Florece a final de primavera y en verano.

## Distribución y hábitat
Extendida por gran parte de Europa. Crece en laderas rocosas, lugares herbáceos y de matorrales.

## Taxonomía
Asperula tinctoria fue descrita por Carlos Linneo y publicado en Species Plantarum 104, en el año 1753.
Subespecies aceptadas
- Asperula tinctoria subsp. hungarorum (Borbás ex Jáv.) Soó
- Asperula tinctoria subsp. tinctoria

Sinonimia
- Asterophyllum tinctorium (L.) Schimp. & Spenn.
- Cynanchica tinctoria (L.) Fourr.
- Galium tinctorium (L.) Scop.
- Galium triandrum Hyl.[3]

subsp. hungarorum (Borbás ex Jáv.) Soó
- Asperula banatica Holub
- Asperula ciliata Rochel
- Asperula hungarorum Borbás ex Jáv.
- Asperula hungarorum var. intermedia (Simonk.) Soó
- Galium ciliatum (Rochel) F.Herm.[4]

subsp. tinctoria
- Asperula palustris Ten.
- Asperula tinctoria var. palustris (Ten.) Nyman
- Asperula triandra Gilib.
- Galium triandrum Roem. & Schult.[5]